# Уинчестър
Вижте пояснителната страница за други значения на Уинчестър.
Уинчестър (на английски: Winchester) е град във Великобритания, административен център на графство Хампшър с население около 37 900 души (2003). Разположен е в Хампшърската хълмиста равнина.

## История
Градът е много стар с изключително богата история. По време на Римската империя е известен като Вента Белгарум. През Средновековието е бил пазарен град като столица на англосаксонското кралство Уесекс. Уинчестър е бил главен религиозен и търговски център.

## Забележителности
Главната му забележителност е катедралата, която има най-дългия 12-еркерен неф (кораб) в Англия. Работата по изграждането ѝ започва през 1089 г., за да се стигне до превръщането и в най-дългата средновековна катедрала (160 м). Тя е една от най-големите катедрали в Англия. Изградена е върху развалините на саксонска църква от камък, добит от кариерите на близкия остров Уайт.
В близост до нея са руините на двореца на кардинал Уолси.

## Личности
- Джейн Остин – умира тук на 18 юли 1817 г. Поклонници на литературата идват тук да посетят гробницата, като съчетават екскурзията с посещение до Чотън Котидж, нейният хубав селски дом на 24 км западно от града, където са написани много от най-великите ѝ творби.